# Ed Kalafat
Edward L. Kalafat, detto Ed (Anaconda, 13 ottobre 1932 – St. Paul, 7 ottobre 2019), è stato un cestista statunitense, professionista nella NBA.

## Carriera
Venne selezionato dai Minneapolis Lakers al primo giro del Draft NBA 1954 (9ª scelta assoluta).